# Krynki (gemeente)
De gemeente Krynki is een landgemeente in het Poolse woiwodschap Podlachië, in powiat Sokólski.
De zetel van de gemeente is in Krynki.
Op 30 juni 2004 telde de gemeente 3528 inwoners.

## Oppervlakte gegevens
In 2002 bedroeg de totale oppervlakte van gemeente Krynki 165,91 km², waarvan:
- agrarisch gebied: 55%
- bossen: 37%

De gemeente beslaat 8,08% van de totale oppervlakte van de powiat.

## Demografie
Stand op 30 juni 2004:
| Omschrijving                   | Totaal | Totaal | Vrouwen | Vrouwen | Mannen | Mannen |
| ------------------------------ | ------ | ------ | ------- | ------- | ------ | ------ |
| eenheid                        | aantal | %      | aantal  | %       | aantal | %      |
| inwoners                       | 3528   | 100    | 1818    | 51,5    | 1710   | 48,5   |
| bevolkingsdichtheid (inw./km²) | 21,3   | 21,3   | 11      | 11      | 10,3   | 10,3   |

In 2002 bedroeg het gemiddelde inkomen per inwoner 1479,94 zł.

## Plaatsen
Aleksandrówka, Białogorce, Borsukowizna, Chłodne Włóki, Ciumicze, Górany, Górka, Jamasze, Jurowlany, Kłyszawka, Kruszyniany, Krynki, Kundzicze, Leszczany, Łapicze, Łosiniany, Nietupa, Nietupa-Kolonia, Nietupskie, Nowa Grzybowszczyzna, Nowa Świdziałówka, Ostrów Południowy, Ozierany Małe, Ozierany Wielkie, Ozierskie, Plebanowo, Podlipki, Podszaciły, Rachowik, Rudaki, Sanniki, Seroczyńszczyzna, Słobódka, Stara Grzybowszczyzna, Studzianka, Szaciły, Trejgle, Żylicze.

## Aangrenzende gemeenten
Gródek, Szudziałowo. De gemeente grenst aan Wit-Rusland.